# Championnat d'Asie de rink hockey 1997
Navigation
Championnat d'Asie 1995 Championnat d'Asie 1999
Le Championnat d'Asie de rink hockey 1997 est la 6e édition de la compétition organisée par la Confederation of Asia Roller Sports et réunissant les meilleures nations asiatiques. Il s'agit de la première édition concernant la compétition féminine. Cette édition a lieu à Gangneung, en Corée du Sud.
L'équipe de Macao remporte pour la troisième fois le titre chez les hommes. Le Japon remporte quant à lui le tournoi féminin pour cette première édition.

## Classement

### Compétition masculine
| Rang | Équipe | Pts | J | G | N | P | Bp | Bc | Diff |  | Résultats (dom.\ext.) |  |   |
| ---- | ------ | --- | - | - | - | - | -- | -- | ---- |  | --------------------- |  | - |
| 1    | Macao  | ?   | ? | ? | ? | ? |    |    |      |  | Macao                 |  | - |
| 2    | Japon  | ?   | ? | ? | ? | ? |    |    |      |  | Japon                 |  |   |

### Compétition féminine
| Rang | Équipe | Pts | J | G | N | P | Bp | Bc | Diff |  | Résultats (dom.\ext.) |  |      |      |      |
| ---- | ------ | --- | - | - | - | - | -- | -- | ---- |  | --------------------- |  | ---- | ---- | ---- |
| 1    | Japon  | 6   | 3 | 3 | 0 | 0 | 30 | 1  | +29  |  | Japon                 |  | 10-1 | 10-0 | 10-0 |
| 2    | Macao  | 4   | 3 | 2 | 0 | 1 | 8  | 13 | -5   |  | Macao                 |  |      | 4-2  | 3-1  |
| 3    | Inde   | 2   | 3 | 1 | 0 | 2 | 4  | 14 | -10  |  | Inde                  |  |      |      | 2-0  |
| 4    | Taïwan | 0   | 3 | 0 | 0 | 3 | 1  | 15 | -14  |  | Taïwan                |  |      |      |      |